# Racimo

Esquema de un racimo.

El racimo es un tipo de inflorescencia indefinida, racimosa. La floración se produce en sentido acrópeto, es decir, se abren antes las flores inferiores del eje y la maduración progresa hacia el ápice de la inflorescencia. El meristemo apical es capaz de crecer indefinidamente, generando un eje principal continuo que lateralmente produce meristemos florales.

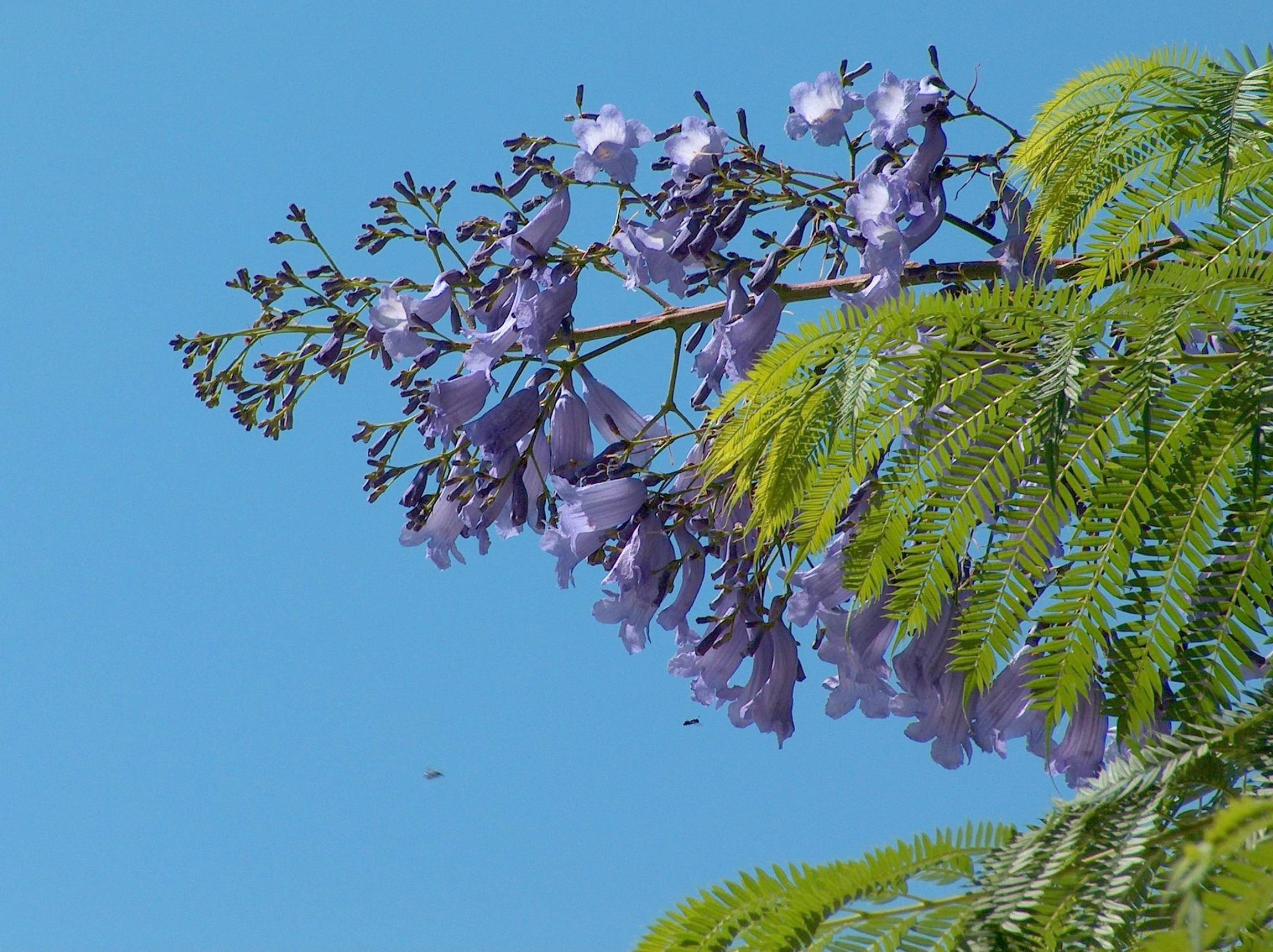
Racimo de Jacaranda mimosifolia donde puede apreciare la maduración de las flores.

La inflorescencia compuesta formada por un racimo de racimos (racimo compuesto) recibe el nombre de panícula, siendo el ejemplo más famoso la vid. El resto de los tipos de inflorescencias racimosas simples (espiga, amento, umbela, etc.) se pueden derivar fácilmente de esta estructura.

## Inflorescencias racimosas
Además del racimo, se pueden clasificar las siguientes inflorescencias como racimosas.
- Espiga: parecida al racimo pero sus flores son sésiles o sin pedúnculo.
- Espiguilla: una espiga muy pequeña con una o pocas flores llamadas floretes.
- Amento: Parecida a la espiga con la diferencia de que presenta un eje largo y pendular, usualmente portando flores unisexuales.
- Espádice: Es una espiga con ejes carnosos cubiertos por una o varias brácteas grandes y coloridas llamadas espatas.
- Corimbo: En esta inflorescencia el eje no es alargado, sino que es corto y porta flores pedunculadas de tal manera que se posicionan al mismo nivel.
- Umbela: Se diferencia del corimbo por tener un eje muy acortado y suprimido. Las flores tienen tallos de igual longitud y forman un grupo.